# Tasburgh
Tasburgh est une paroisse civile et un village du Norfolk, en Angleterre.